# Pojeziory (gmina Pilwiszki)
Pojeziory (lit. Paežeriai) – wieś na Litwie, na Suwalszczyźnie, w gminie Pilwiszki w okręgu mariampolskim.
Siedziba władz gminy Pojeziory w Królestwie Polskim.
We wsi znajduje się zabytkowa kaplica św. Antoniego z XIX wieku.